# Iwan Tanew
Iwan Tanew (bulgarisch Иван Танев, engl. Transkription Ivan Tanev; * 1. Mai 1957 in Sofia) ist ein ehemaliger bulgarischer Hammerwerfer.
1986 schied er bei den Europameisterschaften in Stuttgart in der Qualifikation aus. 1987 wurde er Zehnter bei den Weltmeisterschaften in Rom, 1988 Achter bei den Olympischen Spielen in Rom und 1990 Sechster bei der Europameisterschaften in Split.
Bei den Weltmeisterschaften 1991 in Tokio und den Olympischen Spielen 1992 in Barcelona kam er nicht über die Vorrunde hinaus.
1984, 1988, 1991 und 1992 wurde er nationaler Meister. Seine Bestleistung von 82,08 m stellte er am 3. September 1988 in Sofia auf.